# Lionel Rogosin
Lionel Rogosin (né à New York le 22 janvier 1924 et mort à Los Angeles le 8 décembre 2000) est un cinéaste américain indépendant connu pour avoir travaillé hors du système hollywoodien dans les années 1950.

## Biographie

### Jeunesse
Né et élevé sur la côte Est des États-Unis, Lionel Rogosin est le fils unique d'Israel Rogosin, l'un des plus importants chefs d'entreprise et philanthrope de l'industrie textile. Il étudie à l'Université Yale et obtient un diplôme d'ingénieur chimiste afin de travailler dans la compagnie de son père.
Très touché par la Seconde Guerre mondiale, il se porte volontaire dans la marine américaine pour se battre contre la guerre, le fascisme et le nazisme. À son retour, il passe son temps libre à voyager en Europe de l'Est et de l'Ouest, dévastée par la guerre, et en Israël, ainsi qu'en Afrique en 1948. Il travaille ensuite dans l'entreprise de son père jusqu'en 1954 tout en apprenant seul à filmer, avec une caméra Bolex 16 mm. Profondément concerné par les problèmes politiques, par le racisme et le fascisme, liés à ses yeux, Rogosin participe à la réalisation d'un film pour les Nations unies, Out, film documentaire sur la tragédie des réfugiés hongrois.

### Changement de carrière
Changeant radicalement de destin et abandonnant une carrière confortable, il décide de consacrer sa vie à promouvoir la paix et à lutter contre la guerre nucléaire, l'impérialisme et le racisme. Pour faire un film contre l'apartheid, sa première cible, il décide de se former en filmant le Bowery, le bas quartier de New York. Cette tentative est influencée par les documentaires de R. J. Flaherty. C'est ainsi qu'il réalise On the Bowery en 1955-1956 dans la tradition du néo-réalisme. Le film est le premier film américain à recevoir le Grand Prix du Documentaire au Festival de Venise en 1956. Il reçoit aussi le British Academy Film Award décerné par l'Académie britannique du film en 1956, il est aussi sélectionné pour un Oscar du cinéma la même année.
Fort de cette expérience réussie, Rogosin commence sa lutte contre l'apartheid. Avec une équipe très réduite, prétendant réaliser un film commercial sur la musique africaine, il filme clandestinement la vie d'un travailleur migrant sud-africain à Johannesburg. Terminé en 1958, avec des acteurs non professionnels et une jeune chanteuse, Miriam Makeba, Come Back, Africa fait sensation à la Mostra de Venise 1958 et remporte le Prix de la Critique.

### Bleecker Street Cinema - Impact Films
Conscient des difficultés de distribution pour les films indépendants aux États-Unis, Lionel Rogosin crée, à New York en 1960, le Bleecker Street Cinema qui devient l'un des plus importants cinémas d'art et essai de New York, avec le New Yorker Cinema, et une sorte d'université du cinéma pour de jeunes réalisateurs comme Miloš Forman, Francis Ford Coppola et pour de nombreux critiques et cinéphiles. Parallèlement, il devient membre fondateur très actif du mouvement New American Cinema avec Jonas Mekas, Adolfas Mekas, Shirley Clarke, Bob Downey, et d'autres, dont les films sont montrés au Bleecker Street Cinema.
Entre 1960 et 1965, Rogosin voyage dans le monde entier pour rassembler des documents pour son film contre la guerre nucléaire Good Times, Wonderful Times présenté comme film britannique au Festival de Venise en 1965. Le film est aussi projeté dans de nombreuses universités américaines pendant la guerre du Viêt Nam. Pour résoudre les problèmes de production et de distribution, Lionel Rogosin fonde Impact films en 1965 et distribue de nombreux films politiques et indépendants qui n'auraient pu être distribués autrement. Toujours en 1965, il organise contre la guerre du Viêt Nam, avec d'autres personnes comme Bertrand Russell (un soutien et participant au film Good Times, Wonderful Times) le British Artists' Protest (protestation des artistes britanniques) en août et le European Artists' protest (protestation des artistes européens) en décembre.
En 1966 il s'essaie à la comédie et tourne deux courts métrages à petit budget, How Do You Like Them Bananas et Oysters Are In Season tout en dirigeant le Bleeker Street Cinema et Impact Films.

### Les dernières années
Dans les années 1970, en butte à des difficultés financières grandissantes, Rogosin tourne des films à petit budget soutenus par des chaînes de télévision européennes. Deux d'entre eux, Black Roots et Black Fantasy traitent des souffrances économiques et sociales subies par les Noirs en Amérique. Il poursuit avec Wood Cutters of the Deep South sur une coopérative gérée par des Blancs et des Noirs et, enfin, avec Arab-Israeli Dialogue, un essai pour donner la parole et un terrain de rencontre aux deux parties par le biais d'une discussion entre un poète palestinien et un journaliste israélien.
En 1974, Rogosin vend le Bleecker Street Cinema puis met fin à Impact Films en 1978. Bien que continuant à développer de nombreux projets sur des sujets comme les indiens Navajos, la violence policière, Paul Gauguin et une comédie musicale sur les enfants des rues au Brésil, il n'est jamais parvenu à réunir l'argent nécessaire aux tournages. Malgré son succès auprès de la critique en Europe et auprès d'autres cinéastes américains indépendants, il n'a jamais été reconnu ni soutenu aux États-Unis.
Dans les années 1980, il s'installe en Angleterre et se tourne vers l'écriture. Sa santé déclinant, il retourne à Los Angeles à la fin des années 1990 où il meurt le 8 décembre 2000.

## Filmographie
- 1956 : On the Bowery[1]
- 1957 : Out (court métrage)
- 1960 : Come Back, Africa
- 1965 : Good Times, Wonderful Times
- 1966 : Oysters Are in Season (court métrage)
- 1966 : How Do You Like Them Bananas? (court métrage)
- 1970 : Black Roots
- 1972 : Black Fantasy
- 1973 : Woodcutters of the Deep South
- 1974 : Arab Israeli Dialogue (court métrage)